# Euphrosine ou Le tyran corrigé
Euphrosine, ou Le tyran corrigé (deutscher Titel: Euphrosine oder Der bekehrte Tyrann) ist eine Opéra-comique (Originalbezeichnung: comédie mise en musique) in ursprünglich fünf Akten des französischen Komponisten Étienne-Nicolas Méhul. Das Libretto stammt von François-Benoît Hoffman und basiert auf dem anonym veröffentlichten Roman Conradin aus dem ersten Band der Bibliothèque universelle de romans vom Juli 1780.  Die Uraufführung fand am 4. September 1790 in der Comédie-Italienne in Paris statt. Eine vieraktige Zweitfassung wurde dort nur eine Woche später, am 11. September 1790, gezeigt, eine dritte Fassung in drei Akten am 31. Oktober 1790 und eine vierte Fassung mit neuem dritten Akt am 13. August 1791.

## Handlung
Die Oper spielt zur Zeit der Kreuzzüge, also im Mittelalter, in der Provence. Die drei Schwestern Euphrosine, Léonore, und Louise leben als Waisenkinder unter der Obhut des tyrannischen Gutsherren Coradin. Euphrosine will Coradin heiraten und hofft dadurch, dessen Charakter bessern zu können. Die eifersüchtige Gräfin von Arles hintertreibt diesen Plan, hetzt Coradin gegen Euphrosine auf und bittet ihn, die Rivalin zu vergiften. Diese wird aber rechtzeitig gewarnt. Sie stellt sich tot und täuscht somit vor, die Vergiftung hätte ihr Ziel erreicht. Coradin, der nun glaubt, tatsächlich für den Tod Euphrosines verantwortlich zu sein, überkommt nun ein Gefühl der Reue und des Bedauerns. Aus Verzweiflung plant er nun seinen eigenen Selbstmord. Plötzlich tritt zu Coradins Erstaunen und Freude die lebendige und gesunde Euphrosine in den Raum. Sie vergibt ihm, und beide können nun wie ursprünglich geplant heiraten.

## Orchester
Die Orchesterbesetzung der Oper enthält die folgenden Instrumente:
- Holzbläser: zwei Flöten (1. auch Piccolo), zwei Oboen, zwei Klarinetten, zwei Fagotte
- Blechbläser: zwei Hörner, zwei Trompeten, Posaune
- Pauken
- Streicher

## Weitere Anmerkungen

Titelblatt des Librettos, Lüttich 1794 oder 1795

Euphrosine ou le Tyran corrigé war die erste Oper des Komponisten, die zur Aufführung gelangte. Tatsächlich war aber sein zweites aufgeführtes Werk Cora bereits vorher komponiert worden. Aber die Proben verzögerten sich, und es ergab sich, dass Euphorosine noch vor Cora uraufgeführt wurde.
Die Sänger der Uraufführung am 4. September 1790 in der Comédie-Italienne in Paris waren Philippe (Coradin), Jeanne Charlotte Saint-Aubin (Euphrosine), Jean-Pierre Solié (Alibour), Mme. Desforges (Gräfin), Rose Gontier (Bauersfrau), Rose Renaud (Léonore) und Sophie Renaud (Louise). Die Uraufführung war ein großer Erfolg. Nach 32 Aufführungen der drei ersten Fassungen gab es noch zu Lebzeiten des Komponisten mehr als 150 Aufführungen der vierten Fassung. Sie wurde an der Pariser Opéra-Comique noch bis 1829 gespielt. Bei der Wiederaufnahme am 22. August 1795 erhielt sie den Titel Euphrosine et Coradin. Selbst der damals sehr beliebte Komponist André-Ernest-Modeste Grétry fand lobende Worte.
Das Werk wurde in den folgenden Jahren vom Komponisten mehrfach revidiert. Méhul gefiel die ursprüngliche Mischung aus Komödie und Tragödie nicht. Er mochte beide Richtungen, aber sie durften nach seinem Geschmack nicht in einem Werk vermischt werden. Aus diesem Grund wurden die erwähnten Änderungen vorgenommen. Das Werk selbst entstand in der Frühphase der Französischen Revolution. Die Handlung, zumindest der Teil der Bezähmung eines tyrannischen Charakters, hat daher zeitgenössischen Bezug. Damals glaubte man noch, den französischen König vom Absolutismus zu einer konstitutionellen Monarchie bewegen zu können. Die Oper selbst war im frühen 19. Jahrhundert bei den Romantikern sehr beliebt. Hector Berlioz schätzte das Werk sehr und hielt es für das Meisterstück des Komponisten. Das Libretto von Gioachino Rossinis 1821 uraufgeführter Oper Matilde di Shabran basiert auf diesem Werk.

## Digitalisate
- Euphrosine: Noten und Audiodateien im International Music Score Library Project
- Partitur, Paris 1791. Digitalisat des Münchener Digitalisierungszentrums
- Libretto (französisch, dreiaktige Fassung), Lüttich 1794 oder 1795. Digitalisat der Library of Congress
- Libretto (deutsch), Wien 1806. Digitalisat der Library of Congress
- Arien und Gesänge des Singspiels Euphrosine. Libretto (deutsch), Berlin 1825. Digitalisat der Library of Congress. Übersetzung: Kriegsrath May
- Conradin. Romanvorlage der Oper. Digitalisat auf Gallica. In: Bibliothèque universelle des romans. Paris, Juli 1780, Band 1, S. 25–74